# Stjärntjärnarna (Junsele socken, Ångermanland, 706914-156968)
Stjärntjärnarna är en sjö i Sollefteå kommun i Ångermanland och ingår i Ångermanälvens huvudavrinningsområde.